# Dorsale di Juan de Fuca

La dorsale di Juan de Fuca in una mappa del Pacifico nordoccidentale

La dorsale di Juan de Fuca è una dorsale oceanica, un margine divergente di placche tettoniche, situata sul fondo dell'Oceano Pacifico nordorientale, al largo della costa dello stato di Washington negli Stati Uniti d'America e della provincia della Columbia Britannica in Canada.

## Descrizione
La dorsale si estende verso nord-est partendo dalla zona di faglia di Blanco (talvolta impropriamente chiamata "zona di frattura di Blanco"), fino ad arrivare a una tripla giunzione con la faglia di Nootka e la zona di frattura di Sovanco.
La dorsale di Juan de Fuca è quello che rimane della precedente dorsale pacifica di Farallon ed è parte del margine di placca che separa la placca pacifica, a ovest, dalla placca di Juan de Fuca, a est. Quest'ultima, assieme alla placca di Gorda, a sud, e alla placca Explorer, a nord, costituisce quello che rimane della grande placca Farallon la cui maggior parte ha, nel tempo, subdotto sotto la placca nordamericana.
La prima sorgente idrotermale sismica o megaplume fu trovata in questa dorsale nel 1986 alle coordinate 44°49′N 130°14′W.